# 유리 브론펜브레너
유리 브론펜브레너(Urie Bronfenbrenner, 1917년 4월 29일 ~ 2005년 9월 25일)는 러시아계 미국인 발달심리학자로서 아동발달의 생태학적 심리이론으로 유명하다. 그의 연구와 이론은 아동 발달에 있어서 지대한 환경적 사회적 영향에 주목하게 함으로써 발달 심리학의 관점을 바꾸는 핵심이 되었다.

## 생애
모스크바에서 태어났으며 6세에 펜실베이니아주 피츠버그로 이주했고 몇 년 후 뉴욕주의 농촌 지역으로 이사갔다. 부친은 병원에서 신경 병리학자로 근무했다. 브론펜브레너는 후에 코넬대학교에서 1938년 심리학과 음악 학사 학위, 1940년 하버드 대학교에서 교육학 석사 학위, 그리고 1942년 미시간 대학교에서 발달 심리학 박사 학위를 취득했다. 박사 학위 취득 후 군입대를 하여 심리학자로서 복무했다. 전후, 교육 기관에서 임상 심리학자의 조교로 일했다. 이후 2년 간 미시간 대학교에서 조교수로 일했고 1948년 코넬대학교 조교수로 옮겼다. 코넬대학교에서 그는 아동 발달과 사회적 영향에 대해 중점적으로 연구했다. 평생 300편 이상의 연구 논문과 14편의 저서를 남겼다. 당뇨병 합병증으로 2005년 사망했다.